# Жизнь Гнора
«Жизнь Гнора» — рассказ русского писателя Александра Грина, впервые опубликованный в 1912 году. В 1922 году был экранизирован под названием «Последняя ставка мистера Энниока» («Поединок»).

## Сюжет и судьба текста
Главный герой рассказа, молодой человек по имени Гнор, оказывается брошенным на необитаемом острове Аш из-за козней Энниока — своего неудачливого соперника в любви. Там он проводит восемь лет, но благодаря силе характера не сходит с ума и сохраняет человеческое достоинство. Корабль, случайно оказавшийся у берегов Аша, доставляет Гнора домой. Энниок совершает самоубийство, Гнор воссоединяется с Кармен, которая ждала его все эти годы.
«Жизнь Гнора» была опубликована в 1912 году в «Новом журнале для всех» (№ 10). Она повлияла на творчество Михаила Булгакова: в частности, деталь о ежедневном бритье Гнора на необитаемом острове была использована в «Записках юного врача» и «Театральном романе». Биограф Грина Алексей Варламов охарактеризовал «Жизнь Гнора» как «„Остров Рено“ наоборот»: в ещё одном рассказе писателя, опубликованном в 1912 году, «Остров Рено», главный герой сам решает остаться на необитаемом острове, чтобы обрести свободу, но его убивают.
В 1922 году режиссёр Владимир Гардин снял по мотивам рассказа фильм, получивший название «Последняя ставка мистера Энниока» или «Поединок». Энниока сыграл Иона Таланов, Гнора — Олег Фрелих, Кармен — Зоя Баранцевич. Гардин существенно изменил сюжет, добавив в него социальный конфликт: Энниок стал фабрикантом, а Гнор — идейным вдохновителем бастующих рабочих. Из-за этого картина произвела гнетущее впечатление на Грина (тот не знал о съёмках) и в целом считается неудачной. Грин даже написал заметку для газеты «Красная звезда» с требованием убрать своё имя из титров и с афиш, но её не приняли для публикации.
В 2018 году Татьяна Штригель сняла короткометражный художественный фильм «Жизнь Гнора».